# Urophora conferta
Urophora conferta är en tvåvingeart som först beskrevs av Walker 1853.  Urophora conferta ingår i släktet Urophora och familjen borrflugor.
Artens utbredningsområde är Colombia. Inga underarter finns listade i Catalogue of Life.